# Championnat d'Allemagne de football 1951-1952
Navigation
Meisterschaft
(Oberligen)
1950-1951 Meisterschaft
(Oberligen)
1952-1953
La saison 1951-1952 du Championnat d'Allemagne de football était la 42e édition de la première division allemande. Le championnat fut disputé par 8 clubs issus de cinq ligues supérieures Le championnat fut disputé par 8 clubs issus de cinq ligues supérieures (les champions et vice-champions des Oberligen Nord, West, Süd ainsi que les champions des Oberligen Südwest et Berlin).
Depuis 1947, quatre Oberligen (Nord, West, Süd et Südwest) s'étaient constituées auxquelles s'ajoutait la Vertragsliga Berlin. Celle-ci fut, par facilité, familièrement dénommée "Oberliga Berlin". Depuis la saison 1950-1951, cette ligue ne concernait plus que les clubs situés à Berlin-Ouest. Malgré la faiblesse générale de ses clubs par rapport à la moyenne générale, la "Ligue berlinoise" resta maintenue jusqu'en 1963 pour d'évidentes raisons politiques, mais aussi "sentimentales".
Les modalités de qualification et le nombre de qualifiés total et/ou par "Oberliga" évoluèrent au fil des saisons. Pour cette édition 1951-1952, la DFB conserva la même formule que pour la saison précédente: une phase finale à 8 places jouée selon une formule "championnat", avec les participants répartis en deux groupes de quatre et se rencontrant en matches aller/retour.
Cette saison 1951-1952, vit le retour des clubs de la Sarre dans les compétitions allemandes. Le 1. FC Saarbrücken, qui avait joué "hors classement" dans le Championnat de France de 2e Division 1948-1949, créa la surprise en remportant l'Oberliga Südwest devant le TuS Neuendorf et le 1. FC Kaiserslautern, champion d'Allemagne en titre !
Le club sarrois remporta son groupe en phase finale et disputa la finale lors de laquelle il mena au score. Cependant, ce fut le Verein für Bewegungspiel Stuttgart qui remporta le titre, le deuxième de son Histoire après celui remporté en 1950.

## Oberliga Nord
L'Oberliga Nord 1951-1952 (en français : Ligue supérieure de football d'Allemagne du Nord) fut une ligue de football. Elle fut la 4e édition de cette ligue en tant que partie intégrante du Championnat d'Allemagne de football.
Cette zone couvrait le Nord du pays et regroupait les Länder de Basse-Saxe, du Schleswig-Holstein et le territoire des "Villes libres" de Brême et de Hambourg. De 1946 à la fin de l'été 1948, les équipes de cette zone avaient pris part, en commun avec cette de la zone "Ouest", aux compétitions appelées Meisterschaft der Britische Besatzungzone 1946-1947 et  Meisterschaft der Britische Besatzungzone 1947-1948.

### Compétitions
Le Hamburger SV conserva son titre de « Nordeutscher Meister » (Jusqu'en 1963, le club de la ville hanséatique allait en fait remporter tous les titres de cette ligue sauf un !).
Cette fois, le FC St. Pauli se fit souffler la seconde place qualificative pour la phase finale nationale par le VfL Osnabrück.
Les deux néo-promus furent relégués en compagnie. Après la fin de saison, le Braunschweiger TSV Eintracht fut sanctionné par la Norddeutscher Fußball-Verband (NFV), la Fédération régionale. Le club dut également descendre. Un 3e montant fut alors autorisé.

#### Légende
| Légende         |                                                                 |
| C               | Norddeutscher Meister & qualifié pour la phase finale nationale |
| Q               | qualifié pour la phase finale nationale                         |
| (T)             | Tenant du titre de l'Oberliga Nord 1950-1951                    |
| R               | Relégué en vue de la saison suivante                            |
| RS              | Relégué par sanction en vue de la saison suivante               |
| en augmentation | club promu depuis la fin de la saison précédente                |

#### Classement
|    |    |                              | M  | G  | N | P  | +  | -   | Avg  | Pts |
| -- | -- | ---------------------------- | -- | -- | - | -- | -- | --- | ---- | --- |
| C  | 1  | Hamburger SV (T)             | 30 | 19 | 7 | 4  | 96 | 48  | 2,00 | 45  |
| Q  | 2  | VfL Osnabrück                | 30 | 18 | 5 | 7  | 79 | 50  | 1,58 | 41  |
|    | 3  | FC St. Pauli                 | 30 | 14 | 7 | 9  | 67 | 49  | 1,37 | 35  |
|    | 4  | Eimsbütteler TV              | 30 | 15 | 5 | 10 | 71 | 58  | 1,22 | 35  |
|    | 5  | Kieler SV Holstein           | 30 | 15 | 4 | 11 | 65 | 54  | 1,20 | 34  |
|    | 6  | 1. SC Göttingen              | 30 | 14 | 6 | 10 | 65 | 55  | 1,13 | 34  |
|    | 7  | SV Werder Bremen             | 30 | 14 | 5 | 11 | 85 | 52  | 1,63 | 33  |
|    | 8  | TuS Bremerhaven 93           | 30 | 12 | 9 | 9  | 63 | 56  | 1,13 | 33  |
|    | 9  | SV Arminia Hannover          | 30 | 13 | 4 | 13 | 67 | 72  | 0,93 | 30  |
|    | 10 | Bremer SV                    | 30 | 11 | 6 | 13 | 60 | 59  | 1,02 | 28  |
|    | 11 | Hannover SV 96               | 30 | 11 | 6 | 13 | 55 | 69  | 0,80 | 28  |
|    | 12 | SC Concordia Hamburg         | 30 | 9  | 6 | 15 | 56 | 73  | 0,77 | 24  |
|    | 13 | SV Eintracht 08 Osnabrück    | 30 | 8  | 7 | 15 | 56 | 70  | 0,80 | 23  |
| RS | 14 | Braunschweiger TSV Eintracht | 30 | 8  | 7 | 15 | 50 | 72  | 0,69 | 23  |
| R  | 15 | SC Victoria Hamburg          | 30 | 7  | 9 | 14 | 48 | 74  | 0,65 | 23  |
| R  | 16 | Lüneburger SK                | 30 | 3  | 5 | 22 | 40 | 119 | 0,34 | 11  |

### Montées depuis l'échelon inférieur
En fin de saison, les deux derniers classés furent relégués et remplacés par deux clubs promus. À la suite de la sanction et de la relégation infligée à l'Eintracht Braunschweig, un troisième montant fut autorisé en vue de la saison suivante : FC Altona 93, Harburger TB et VfB Lübeck.

## Vertragsliga Berlin
L’Oberliga Berlin 1951-1952 — nom officiel : Vertragsliga Berlin 1951-1952, en français : « Ligue berlinoise de football » — fut une ligue de football organisée à Berlin-Ouest.
Ce fut la 5e édition de cette ligue en tant que partie intégrante du Championnat d'Allemagne de football (deux éditions avaient eu lieu à titre « individuel »  en 1945-1946 et en 1946-1947).
Depuis la saison précédente, seuls les clubs localisés dans les différents districts de Berlin-Ouest participent à cette ligue.

### Nom officiel
Précisons que l'appellation officielle de la ligue fut Vertragsliga Berlin. Mais afin de faciliter la compréhension et le suivi de saison en saison, nous employons expressément le terme « Oberliga Berlin », puisque dans la structure mise en place par la DFB, cette ligue allait avoir dans les saisons suivantes, la même valeur que les quatre autres Oberligen (Nord, Ouest, Sud et Sud-Ouest).

### Compétition
Pour la troisième fois consécutivement, le TeBe Berlin remporta le titre de Berliner Meister et se qualifia pour la phase finale nationale.
En fin de compétition, les trois derniers classés furent relégués vers une ligue inférieure.

#### Légende
| C               | Berliner Meister & qualifié pour la phase finale nationale        |
| (T)             | Tenant du titre Berliner Meister 1950-1951                        |
| R               | Relégué en vue de la saison suivante                              |
| en augmentation | club promu, ou nouveau venu depuis la fin de la saison précédente |

#### Classement
|   |    |                            | M  | G  | N | P  | +  | -  | DB  | Pts |
| - | -- | -------------------------- | -- | -- | - | -- | -- | -- | --- | --- |
| C | 1  | Tennis Borussia Berlin (T) | 26 | 19 | 4 | 3  | 78 | 21 | +57 | 42  |
|   | 2  | SC Union 06 Berlin         | 26 | 18 | 3 | 5  | 72 | 35 | +37 | 39  |
|   | 3  | Berliner FC Viktoria 89    | 26 | 15 | 3 | 8  | 57 | 42 | +15 | 33  |
|   | 4  | Hertha BSC                 | 26 | 12 | 6 | 8  | 62 | 40 | +22 | 30  |
|   | 5  | Berliner FC Alemannia      | 26 | 12 | 6 | 8  | 48 | 40 | +8  | 30  |
|   | 6  | Spandauer SV               | 26 | 11 | 7 | 8  | 48 | 36 | +12 | 29  |
|   | 7  | SV Blau-Weiss Berlin       | 26 | 12 | 4 | 10 | 40 | 44 | -4  | 28  |
|   | 8  | Berliner SV 92             | 26 | 9  | 7 | 10 | 34 | 39 | -5  | 25  |
|   | 9  | SC Wacker 04 Berlin        | 26 | 8  | 9 | 9  | 35 | 47 | -12 | 25  |
|   | 10 | Berliner FC Nordstern      | 26 | 10 | 4 | 12 | 47 | 48 | -1  | 24  |
|   | 11 | SC Minerva 93 Berlin       | 26 | 10 | 3 | 13 | 45 | 45 | 0   | 23  |
| R | 12 | SC Tasmania 1900 Berlin    | 26 | 09 | 5 | 12 | 36 | 54 | -18 | 23  |
| R | 13 | SC Westend 01              | 26 | 3  | 1 | 22 | 31 | 78 | -47 | 7   |
| R | 14 | VfL Nord Berlin            | 26 | 2  | 2 | 22 | 21 | 85 | -64 | 6   |

### Montants depuis l'échelon inférieur
Les trois derniers classés furent relégués. Afin de réduire la série à 13 participants, il n'y eut que deux promus. Ces deux équipes furent : Berliner FC Südring et Steglitzer SC Südwest.

## Oberliga West
L'Oberliga West 1951-1952 (en français : Ligue supérieure de football d'Allemagne occidentale) fut une ligue de football. Elle fut la 4e édition de cette ligue en tant que partie intégrante de la nouvelle formule du Championnat d'Allemagne de football.
Cette zone couvrait la région Ouest du pays : le Land de Rhénanie du Nord-Wesphalie.
De 1946 à la fin de l'été 1948, les équipes de cette Oberliga avaient pris part, en commun avec les clubs de la région "Nord", aux compétitions appelées Meisterschaft der Britische Besatzungzone 1946-1947 et  Meisterschaft der Britische Besatzungzone 1947-1948.

### Compétitions
Le tenant du titre, le FC Schalke 04 dut se contenter d'une place de vice-champion derrière Rot-Weiss Essen qui remporta le titre de « Westdeutscher Meister ». Les deux équipes furent qualifiées pour le tour final national.
Plus de barrages pour le maintien cette fois. Les deux derniers classés furent relégués en 2. Oberliga West qui, à la fin de cette saison, fut réduite de deux à une seule série.

#### Légende
| Légende         | |
| C               | Westdeutscher Meister & qualifié pour la phase finale nationale                                                                         |
| Q               | qualifié pour la phase finale nationale                                                                                                 |
| (T)             | Tenant du titre Oberliga West 1950-1951                                                                                                 |
| R               | club relégués en 2. Oberliga West pour la saison suivante                                                                               |
| B               | club devant jouer un barrage contre les vice-champions des deux groupes de la 2. Oberliga West pour tenter de se maintenir en Oberliga. |
| en augmentation | club promu de la 2. Oberliga West depuis la fin de la saison précédente                                                                 |

#### Classement
|   |    |                         | M  | G  | N  | P  | +  | -  | Avg  | Pts |
| - | -- | ----------------------- | -- | -- | -- | -- | -- | -- | ---- | --- |
| C | 1  | Rot-Weiss Essen         | 30 | 20 | 5  | 5  | 78 | 41 | 1,90 | 45  |
| Q | 2  | FC Schalke 04 (T)       | 30 | 18 | 4  | 8  | 63 | 47 | 1,34 | 40  |
|   | 3  | Aachener TSV Alemannia  | 30 | 16 | 4  | 10 | 65 | 47 | 1,38 | 36  |
|   | 4  | Borussia Dortmund       | 30 | 13 | 8  | 9  | 79 | 53 | 1,49 | 34  |
|   | 5  | 1. FC Köln              | 30 | 13 | 7  | 10 | 57 | 40 | 1,43 | 33  |
|   | 6  | SV Bayer 04 Leverkusen  | 30 | 10 | 12 | 8  | 49 | 41 | 1,20 | 32  |
|   | 7  | SC Preussen Münster     | 30 | 12 | 8  | 10 | 53 | 48 | 1,10 | 32  |
|   | 8  | Meidericher SV          | 30 | 11 | 7  | 12 | 57 | 55 | 1,03 | 29  |
|   | 9  | SC Preussen Dellbrück   | 30 | 9  | 11 | 10 | 42 | 48 | 0,88 | 29  |
|   | 10 | Sportfreunde Katernberg | 30 | 10 | 7  | 13 | 62 | 70 | 0,89 | 27  |
|   | 11 | Schwarz-Weiss Essen     | 30 | 7  | 13 | 10 | 43 | 57 | 0,75 | 27  |
|   | 12 | Fortuna Düsseldorf      | 30 | 8  | 10 | 12 | 43 | 48 | 0,90 | 26  |
| B | 13 | STV Horst-Emscher       | 30 | 9  | 8  | 13 | 48 | 61 | 0,79 | 26  |
| B | 14 | SpVgg Erkenschwick      | 30 | 6  | 12 | 12 | 53 | 71 | 0,75 | 24  |
| R | 15 | Rheydter SpV            | 30 | 7  | 9  | 14 | 58 | 88 | 0,66 | 23  |
| R | 16 | SV Hamborn 07           | 30 | 4  | 9  | 17 | 30 | 65 | 0,46 | 17  |

### Montée/Descente depuis l'étage inférieur
Depuis la saison 1949-1950, la Westdeutscher Fußball-und Leichtathletikverband (WFLV), avait créé la 2. Oberliga West.
En cette fin de saison 1951-1952, les deux derniers classés de l'Oberliga furent relégués et remplacés par les deux champions de la 2. Oberliga West qui s'était jouée en deux groupes d'équivalente valeur pour la dernière fois. Les deux promus directs furent:
- SV Sodingen (Champion Groupe 1)
- Borussia München-Gladbach [2](Champion Groupe 2)

#### Barrage pour le maintien
Les deux clubs classés 13e et 14e, le STV Horst-Emscher et le SpVgg Erkenschwick disputèrent un barrage contre les deux vice-champions des séries de la 2. Oberliga West. Il s'agissait du VfB Bottrop et du TSG Vohwinkel 80.
|      |   |                           | M | G | N | P | +  | -  | Avg  | Pts |
| ---- | - | ------------------------- | - | - | - | - | -- | -- | ---- | --- |
| OL   | 1 | STV Horst-Emscher (OL)    | 6 | 4 | 2 | 0 | 15 | 5  | 3,00 | 10  |
| OL   | 2 | SpVgg Erkenschwick (OL)   | 6 | 4 | 0 | 2 | 15 | 7  | 2,15 | 8   |
| 2.OL | 3 | VfB Bottrop (2.OL-1)      | 6 | 2 | 1 | 3 | 5  | 10 | 0,50 | 5   |
| 2.OL | 4 | TSG Vohwinkel 80 (2.OL-2) | 6 | 0 | 1 | 5 | 6  | 19 | 0,32 | 1   |

| Légende |                                                           |
| OL      | Maintien en Oberliga West en vue de la saison suivante    |
| 2.OL    | Maintien en 2. Oberliga West en vue de la saison suivante |

Horst-Emscher et Erkenschwick assurèrent leur maintien.

## Oberliga Südwest
L'Oberliga Südwest 1951-1952 (en français : Ligue supérieure de football d'Allemagne du Sud-Ouest) est une ligue de football. Elle constitue la 5e édition en tant que partie intégrante de la nouvelle formule du Championnat d'Allemagne de football.
Cette zone couvre le Sud-Ouest du pays et regroupe le Land de Rhénanie-Palatinat et le protectorat de Sarre.

### Compétition
Champion d'Allemagne en titre, le 1. FC Kaiserslautern se fait surprendre et ne termine qu'à la 3e place d'une ligue remportée par le 1. FC Saarbrücken qui fête donc son retour dans les compétitions allemandes par un titre de Südwestdeutscher Meister et une participation à la phase finale nationale.
Les trois derniers classés sont relégués vers la 2. Oberliga Südwest, qui vient de connaître sa première saison.
Sportivement sauvé avec une 13e place finale, le VfR Frankenthal est sanctionné durant l'intersaison suivante et rétrogradé "pour faits de corruption".

#### Légende
| Légende         | |
|                 | Champion d'Allemagne 1951                                                                                 |
| C               | Südwest Meister & qualifié pour la phase finale nationale                                                 |
| (T)             | Tenant du titre Oberliga Südwest 1950-1951                                                                |
| (S)             | Arrivant d'Ehrenliga Saarland                                                                             |
| R               | Relégué en 2. Oberliga Südwest en vue de la saison suivante                                               |
| P               | club puni, après la fin de saison, à la suite d'une enquête de la FRVS et renvoyé en 2. Oberliga Südwest. |
| en augmentation | club promu des séries inférieures depuis la fin de la saison précédente                                   |

#### Classement
|   |    |                              | M  | G  | N  | P  | +   | -   | Avg  | Pts |
| - | -- | ---------------------------- | -- | -- | -- | -- | --- | --- | ---- | --- |
| C | 1  | 1. FC Saarbrücken (S)        | 30 | 23 | 4  | 3  | 80  | 27  | 2,96 | 50  |
|   | 2  | TuS Neuendorf                | 30 | 18 | 8  | 4  | 76  | 33  | 2,30 | 44  |
|   | 3  | 1. FC Kaiserslautern (T)     | 30 | 18 | 5  | 7  | 102 | 36  | 2,83 | 41  |
|   | 4  | VfR Wormatia Worms 08        | 30 | 13 | 12 | 5  | 69  | 44  | 1,57 | 38  |
|   | 5  | FK Pirmasens                 | 30 | 16 | 2  | 12 | 80  | 51  | 1,57 | 34  |
|   | 6  | SV Eintracht Trier           | 30 | 12 | 8  | 10 | 58  | 52  | 1,12 | 32  |
|   | 7  | VfB Borussia Neunkirchen (S) | 30 | 13 | 5  | 12 | 74  | 61  | 1,21 | 31  |
|   | 8  | SV Phönix 03 Ludwigshafen    | 30 | 12 | 7  | 11 | 58  | 56  | 1,04 | 31  |
|   | 9  | TuRa Ludwigshafen            | 30 | 12 | 7  | 11 | 39  | 51  | 0,76 | 31  |
|   | 10 | 1. FSV Mainz 05              | 30 | 12 | 4  | 14 | 69  | 82  | 0,84 | 28  |
|   | 11 | FV Engers 07                 | 30 | 10 | 6  | 14 | 54  | 68  | 0,79 | 26  |
|   | 12 | VfR Kaiserslautern           | 30 | 9  | 5  | 16 | 49  | 70  | 0,70 | 23  |
| P | 13 | VfR Frankenthal              | 30 | 9  | 4  | 17 | 44  | 74  | 0,59 | 22  |
| R | 14 | VfL Neustadt/Weinstraße      | 30 | 7  | 8  | 15 | 41  | 78  | 0,53 | 22  |
| R | 15 | Eintrach Bad Kreuznach       | 30 | 7  | 5  | 18 | 45  | 85  | 0,53 | 19  |
| R | 16 | SpVgg Weisenau               | 30 | 3  | 2  | 25 | 38  | 108 | 0,35 | 8   |

### Montées depuis l'étage inférieur
Lors de cette saison 1951-1952, la Fußball-Regional-Verband Südwest (FRVS) instaure une ligue constituant un 2e niveau : la 2. Oberliga Südwest.
Les trois derniers classés sont relégués en 2. Oberliga Südwest 1952-1953, et sont remplacés par deux équipes promues depuis les séries inférieures : VfR Kirn (Champion 2. Oberliga Südwest) et FV Speyer (Vice-champion 2. Oberliga Südwest).

#### Retour de la Sarre
Lors de cette saison 1951-1952, les équipes sarroises effectuent leur grand retour dans les compétitions allemandes. Il est décidé que le club champion de l'Ehrenliga Saarland 1952 (3e division), serait promu en Oberliga Südwest, la saison suivante. Le lauréat est le Sportfreunde 05 Saarbrücken, mais ce club préfère renoncer à la plus haute division et se contente de la 2. Oberliga. C'est alors le vice-champion, le SV Saar 05 Saarbrücken, qui monte en Oberliga.

#### Sanction
Après la fin de saison, une enquête menée par la Fußball-Regional-Verband Südwest (FRVS) aboutit à la relégation du VfR Frankenthal ("pour faits de corruption"). Le Hassia Bingen, 3e classé de la 2. Oberliga Südwest, est désigné pour assurer le remplacement de ce club en Oberliga Südwest.

## Oberliga Süd
L'Oberliga Süd 1951-1952 (en français : Ligue supérieure de football d'Allemagne du Sud) est la 5e édition de la compétition en tant que partie intégrante du Championnat d'Allemagne de football.
L'Oberliga Süd couvre le Sud du pays et regroupe les Länders du Bade-Wurtemberg, de Bavière et de Hesse. Depuis la saison 1950-1951, les équipes localisées dans la partie du Sud de l'actuel Länder de Bade-Wurtemberg (Südbaden et Württemberg-Hohenzollern) participent aux compétitions de la Süddeutscher Fußball-Verband (SFV), hiérarchiquement situées sous l'Oberliga Süd.

### Compétition
Champion d'Allemagne en 1950, le VfB Stuttgart avait quelque peu raté sa saison 1950-1951 en ne finissant que 4e de l'Oberliga Süd. Il se reprend en remportant la ligue devant le club tenant du titre, le 1. FC Nürnberg. Les deux équipes sont qualifiées pour la phase finale nationale.
Quelques semaines plus tard, le VfB Stuttgart remporte son 2e titre national.

#### Légende
| Légende         |                                                                |
| C               | Süddeutscher Meister & qualifié pour la phase finale nationale |
| (T)             | Tenant du titre 1950-1951                                      |
| Q               | qualifié pour la phase finale nationale                        |
| R               | Relégué en vue de la saison suivante                           |
| en augmentation | club de 2. Oberliga Süd 1950-1951                              |

#### Classement
|   |    |                           | M  | G  | N  | P  | +  | -  | Avg  | Pts |
| - | -- | ------------------------- | -- | -- | -- | -- | -- | -- | ---- | --- |
| C | 1  | VfB Stuttgart             | 30 | 17 | 10 | 3  | 60 | 24 | 2,50 | 44  |
| Q | 2  | 1. FC Nürnberg (T)        | 30 | 17 | 9  | 4  | 72 | 33 | 2,18 | 43  |
|   | 3  | Offenbacher FC Kickers    | 30 | 14 | 12 | 4  | 75 | 41 | 1,83 | 40  |
|   | 4  | SG Eintracht Frankfurt    | 30 | 15 | 4  | 11 | 52 | 43 | 1,21 | 34  |
|   | 5  | VfR Mannheim              | 30 | 10 | 12 | 8  | 64 | 60 | 1,07 | 32  |
|   | 6  | SpVgg Fürth               | 30 | 10 | 10 | 10 | 46 | 42 | 1,10 | 30  |
|   | 7  | FSV Frankfurt             | 30 | 10 | 10 | 10 | 45 | 58 | 0,78 | 30  |
|   | 8  | FC Bayern München         | 30 | 11 | 7  | 12 | 53 | 54 | 0,98 | 29  |
|   | 9  | VfB Mühlburg              | 30 | 11 | 6  | 13 | 67 | 47 | 1,43 | 28  |
|   | 10 | SV 07 Waldhof             | 30 | 10 | 8  | 12 | 49 | 61 | 0,80 | 28  |
|   | 11 | SV Viktoria Aschaffenburg | 30 | 8  | 12 | 10 | 45 | 70 | 0,64 | 28  |
|   | 12 | SV Stuttgarter Kickers    | 30 | 11 | 5  | 14 | 61 | 63 | 0,97 | 27  |
|   | 13 | TSV 1860 München          | 30 | 9  | 9  | 12 | 46 | 54 | 0,85 | 27  |
|   | 14 | 1. FC Schweinfurt 05      | 30 | 8  | 8  | 14 | 32 | 56 | 0,57 | 24  |
| R | 15 | TSV Schwaben Augsburg     | 30 | 6  | 7  | 17 | 41 | 62 | 0,66 | 19  |
| R | 16 | VfL Neckarau              | 30 | 7  | 3  | 20 | 46 | 86 | 0,53 | 17  |

### Montée / Descente depuis l'étage inférieur
Lors de la saison 1950-1951, la Süddeutscher Fußball-Verband (SFV) avait créé la 2. Oberliga Süd, une 2e ligue directement inférieure à l'Oberliga et directement supérieure aux séries de Landesliga.
En cette fin de saison, les deux derniers classés d'oberliga sont relégués en 2. Oberliga Süd et sont remplacés par, les deux premiers de la 2. Oberliga Süd 1951-1952 : TSG 1846 Ulm (Champion) et BC Augsburg (Vice-champion).

### Fusion - Changement d'appellation
En fin de saison 1951-1952, le VfB Mühlburg fusionne avec le SV Phönix Karlsruhe pour former le KSC Phönix-Mühlburg.

## Phase finale nationale

### Les 8 clubs participants
| Oberligen           | Qualifiés                     | Remarques                     | Tour d'entrée     |
| ------------------- | ----------------------------- | ----------------------------- | ----------------- |
| Oberliga Nord       | Hamburger SV VfL Osnabrück    | Norddeutscher Meister 2e Nord | Groupe 1 Groupe 2 |
| Vertragsliga Berlin | Tennis Borussia Berlin        | Berliner Meister              | Groupe 2          |
| Oberliga West       | Rot-Weiss Essen FC Schalke 04 | Westdeutscher Meister 2e West | Groupe 2 Groupe 1 |
| Oberliga Südwest    | 1. FC Saarbrücken             | Südwestdeutscher Meister      | Groupe 1          |
| Oberliga Süd        | VfB Stuttgart 1. FC Nürnberg  | Süddeutscher Meister 2e Süd   | Groupe 2 Groupe 1 |

### Compétition

#### Premier tour

##### Groupe 1
| Rang | Équipe            | Pts | J | G | N | P | Bp | Bc | Diff |  | Résultats (▼ dom., ► ext.) | Saar | Nürn | Hamb | Scha |
| ---- | ----------------- | --- | - | - | - | - | -- | -- | ---- |  | -------------------------- | ---- | ---- | ---- | ---- |
| 1    | 1. FC Saarbrücken | 8   | 6 | 4 | 0 | 2 | 17 | 13 | +4   |  | 1. FC Saarbrücken          |      | 3-1  | 3-0  | 4-1  |
| 2    | 1. FC Nürnberg    | 7   | 6 | 3 | 1 | 2 | 18 | 13 | +5   |  | 1. FC Nürnberg             | 5-2  |      | 4-0  | 4-2  |
| 3    | Hamburger SV      | 6   | 6 | 3 | 0 | 3 | 16 | 15 | +1   |  | Hamburger SV               | 4-1  | 4-2  |      | 8-2  |
| 4    | FC Schalke 04     | 3   | 6 | 1 | 1 | 4 | 12 | 22 | -10  |  | FC Schalke 04              | 2-4  | 2-2  | 3-0  |      |

##### Groupe 2
| Rang | Équipe                 | Pts | J | G | N | P | Bp | Bc | Diff |  | Résultats (▼ dom., ► ext.) | Stut | Esse | Osna | TeBe |
| ---- | ---------------------- | --- | - | - | - | - | -- | -- | ---- |  | -------------------------- | ---- | ---- | ---- | ---- |
| 1    | VfB Stuttgart          | 8   | 6 | 3 | 2 | 1 | 14 | 8  | +6   |  | VfB Stuttgart              |      | 5-3  | 3-1  | 3-0  |
| 2    | Rot-Weiss Essen        | 6   | 6 | 3 | 0 | 3 | 14 | 15 | -1   |  | Rot-Weiss Essen            | 3-2  |      | 2-0  | 2-4  |
| 3    | VfL Osnabrück          | 5   | 6 | 2 | 1 | 3 | 9  | 9  | 0    |  | VfL Osnabrück              | 0-0  | 3-2  |      | 4-0  |
| 4    | Tennis Borussia Berlin | 5   | 6 | 2 | 1 | 3 | 8  | 13 | -5   |  | Tennis Borussia Berlin     | 1-1  | 1-2  | 2-1  |      |

#### Finale
| 22 juin 1952 | VfB Stuttgart                     | 3 - 2 | 1. FC Saarbrücken          | Südweststadion, Ludwigshafen                     |                                                  |
|              | Schlintz 18e · Baitinger 43e, 73e |       | Schreiner 15e · Martin 54e | Spectateurs : 84 000 Arbitrage : Jupp Nettekoven | Spectateurs : 84 000 Arbitrage : Jupp Nettekoven |

## Bilan de la saison
| Tableau d'Honneur              |               |
| Compétition                    | Vainqueur     |
| Championnat de RFA de football | VfB Stuttgart |